# Grabado 3D

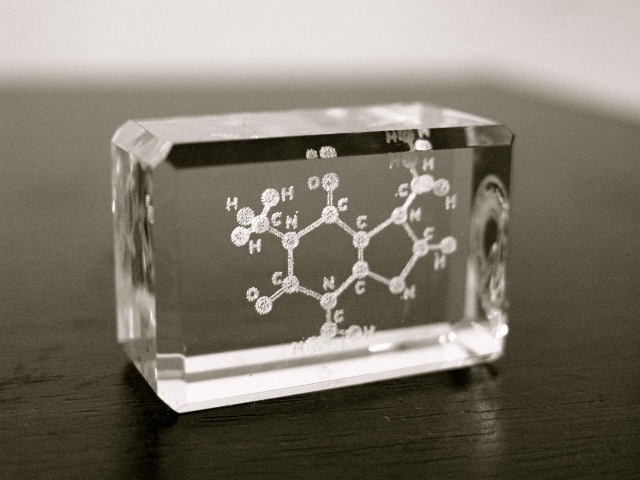
Grabado láser en un bloque de material transparente de una molécula de cafeína

Un grabado 3D ("bubblegram" en inglés, también traducido como cristal láser o vitrografía) es un bloque sólido de vidrio o plástico transparente en cuyo interior se ha grabado un diseño tridimensional utilizando un láser. La imagen está compuesta de muchos pequeños puntos en forma de marcas visibles y aparenta flotar dentro del bloque.

## Descripción
Las marcas en el bloque transparente son creadas por una pareja de haces de luz láser que se concentran con gran precisión e intensidad en una serie de puntos, cuya ubicación es controlada por un ordenador que dirige un sistema opto mecánico. Una imagen compleja o de gran detalle que ocupe un prisma de unos 5 cm³ requiere la creación de decenas de miles de estas marcas.
Las imágenes se crean punto a punto, haciendo que se crucen dos haces láser en el interior de un material plástico cuya composición facilita que se genere una reacción química desencadenada por el calor o por la excitación fotónica, creando burbujas o nodos donde el plástico tiene un índice de refracción diferente.
Estos grabados de origen ruso se introdujeron en el comercio internacional como una novedad a finales de la década de 1990, pero su alto precio y la sencillez y la tosquedad de los primeros diseños limitó considerablemente su penetración en el mercado. Hacia el año 2000 empezaron a comercializarse diseños más baratos y con motivos más atractivos procedentes de China, que consiguieron un gran éxito comercial en todo el mundo, llegando a convertirse en una moda pasajera con numerosos artículos presentes en las tiendas de regalos.
Los motivos grabados abarcan una amplia temática: monumentos, símbolos corporativos, imaginería religiosa, naturaleza y criaturas míticas; y en ocasiones se utilizan como regalos publicitarios.
También existen compañías que realizan por encargo pequeños retratos tridimensionales a partir de fotografías para servir de recuerdo.